# Роша, Лоранс
Лора́нс Роша́ (фр. Laurence Rochat, род. 1 августа 1979 года в Сен-Лу, Швейцария) — швейцарская лыжница, призёрка Олимпийских игр. Универсал, с одинаковым успехом выступает и в спринте и в дистанционных гонках.
В Кубке мира Роша дебютировала в 1998 году, в декабре 2002 года впервые попала в десятку лучших на этапе Кубка мира в эстафете. Всего на сегодняшний момент имеет 13 попаданий в десятку лучших на этапах Кубка мира, 12 в командных соревнованиях и 1 в личных. Лучшим достижением Роша в общем итоговом зачёте Кубка мира является 44-е место в сезоне 2005/06.
На Олимпиаде-2002 в Солт-Лейк-Сити завоевала бронзу в эстафете, кроме того показала следующие результаты: 10 км классикой — не финишировала, гонка преследования — 22-е место, 30 км классикой — 20-е место.
На Олимпиаде-2006 в Турине, показала следующие результаты: эстафета — 11-е место, спринт — 15-е место, 10 км классикой — 25-е место.
На Олимпиаде-2010 в Ванкувере, стартовала в гонке на 30 км, но не финишировала.
За свою карьеру принимала участие в четырёх чемпионатах мира, лучший результат — 8-е место в командном спринте на чемпионате-2005.
Использует лыжи и ботинки производства фирмы Salomon.